# Falkvåltjärnarna (Storsjö socken, Härjedalen, 697908-135354)
Falkvåltjärnarna är en sjö i Bergs kommun i Härjedalen och ingår i Ljungans huvudavrinningsområde.